# Кудимкарський район
Кудимкарський район (комі-перм. Кудымкар район, рос. Кудымкарский район) — адміністративно-територіальна одиниця в складі Пермського краю Росії.
Адміністративний район знаходиться в межах Комі-Пермяцького округу.
Адміністративний центр району — місто Кудимкар (до складу району не входить). 

## Географія
Площа району складає 4 741,3 км2. Територія Кудимкарського району відноситься до тайговій області. Загальний запас лісових ресурсів становить 46,7 мільйонів кубометрів. Головними лісовими породами є ялина і сосна.

## Населення
Населення - 22 319 осіб (2020 рік). 
Національний склад
На 2002 рік: комі-пермяки - 85,3%, росіяни - 13%, решта - представники інших національностей.

## Економіка
Великі промислові підприємства на території району відсутні. У структурі промисловості провідне місце займають підприємства, що займаються заготівлею та переробкою лісу.
Виробництвом сільськогосподарської продукції займаються 11 господарств, які спеціалізуються в основному на виробництві молока та м'яса.